# Saint-Martin-des-Monts

Saint-Martin-des-Monts este o comună în departamentul Sarthe, Franța. În 2009 avea o populație de 173 de locuitori.